# Silke Gonska

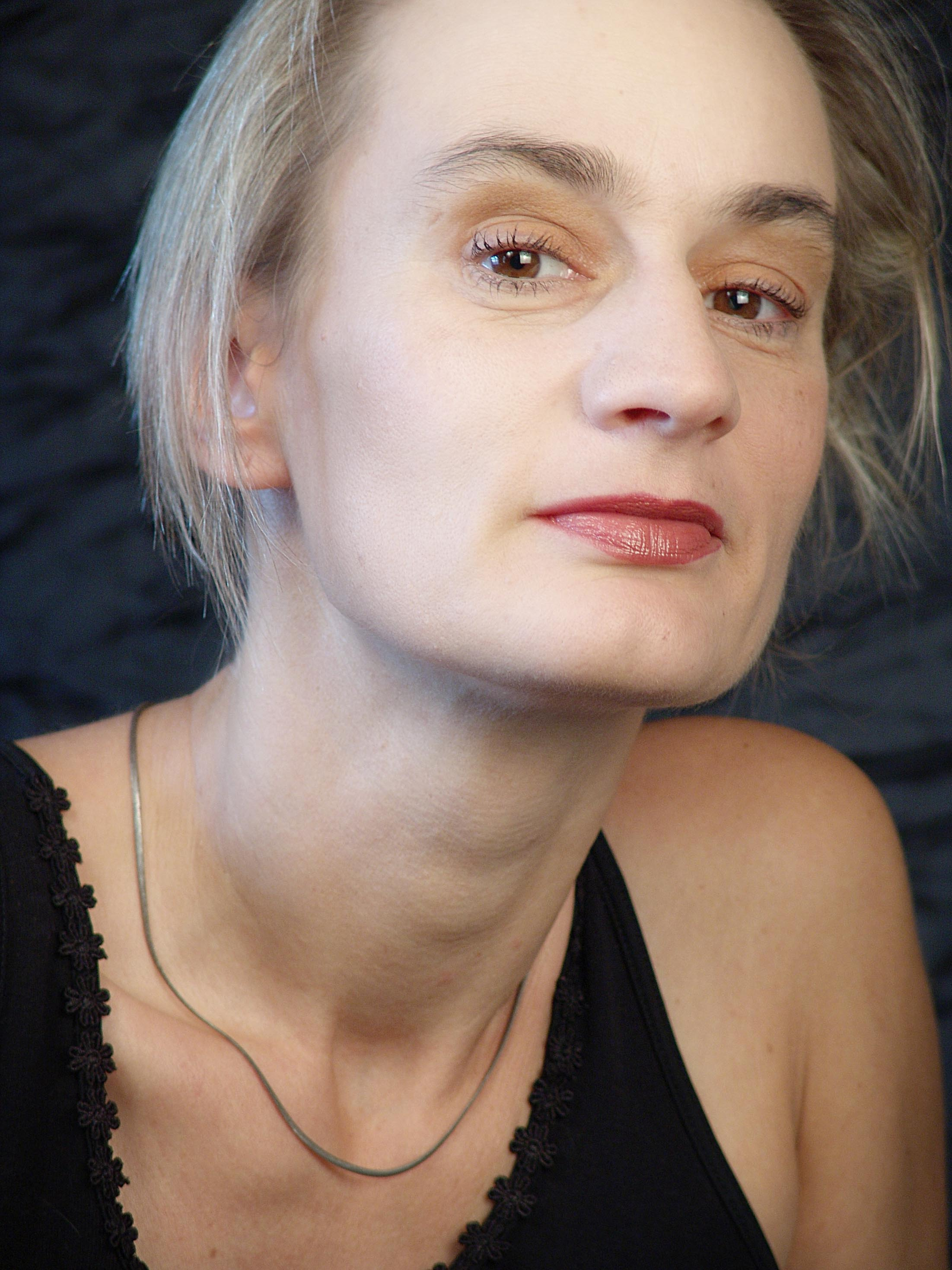
Silke Gonska (2010)

Silke Gonska (* in Nordhausen) ist eine deutsche Sängerin und Schlagzeugerin.

## Leben und Wirken
Gonska erhielt mit elf Jahren ersten Gitarrenunterricht. Nach einer Berufsausbildung als Instandhaltungsmechanikerin mit Abitur arbeitete sie als Postbotin, Putzfrau, Ankleiderin im Theater und Kulturmanagerin. Gleichzeitig absolvierte sie eine Musikschulausbildung (Gitarre, Schlagzeug) und war in Thüringer Rock- und Punkbands (u. a. Timur und sein Trupp) als Sängerin und an den Drums engagiert. Von 1992 bis 1998 studierte sie an der Hochschule für Musik Franz Liszt Weimar, an der University of Leeds und der Friedrich-Schiller-Universität Jena Musikwissenschaft, Gesang und Kunstgeschichte und schloss ihr Studium mit einer Magisterarbeit über Frank Zappas Film 200 Motels ab.
Seit Anfang 1999 arbeitet sie als selbstständige Sängerin und Gesangslehrerin. Mit verschiedenen Projekten ist sie im In- und Ausland unterwegs; so bildet sie ein Duo mit Frieder W. Bergner (Posaune, Tuba), war Sängerin im Ensemble Creativ (Sachsen-Anhalt) und in der Contemporary Jazz Band (mit Wolfram Dix, Tom Götze, Gert Unger) und tritt mit einem Soloprogramm mit Electronics und Perkussion auf. 2015 ging sie auf Tour mit der britischen Rockband The Muffin Men.
Außerdem unterrichtet Gonska Gesang und gibt Gesangsworkshops. Seit April 2004 hat sie Lehraufträge für Gesang, Stimmbildung und Sprecherziehung an der Universität Erfurt.

## Veröffentlichungen
- CD Entdeckung der Langsamkeit. 1996, mit Frieder W. Bergner
- CD Schwarzer Walzer – Lieder nach Gedichten von Ingeborg Bachmann. 2001. mit Frieder W. Bergner
- CD SOLO. 2007
- CD Die Schöpfung – eine musikalisch-lyrische Meditation. 2008 mit Frieder W. Bergner
- CD Dada, Sturm & Jazz 2010. mit Frieder W. Bergner
- CD Revolution! Jazzin' The Beatles. 2011. mit Frieder W. Bergner
- CD Gonska / Bergner Live Schwarzer Walzer Goes Jazz 2012. mit Frieder W. Bergner
- CD Gonska/ Bergner Wider die Machtanmaßung des Geldes. 2013 (Martin-Luther-Projekt mit Jugendlichen)
- CD Sommerkind Silke Gonska Solo 2015